# Archipetalia auriculata
Archipetalia auriculata är en trollsländeart som beskrevs av Tillyard 1917. Archipetalia auriculata ingår i släktet Archipetalia och familjen Austropetaliidae. Inga underarter finns listade i Catalogue of Life.